# Le Teilleul
Le Teilleul est une commune française située dans le département de la Manche en région Normandie, peuplée de 1 692 habitants.
En 2016, elle est créée sous le statut de commune nouvelle, issue de la fusion du Teilleul (commune déléguée), Ferrières, Heussé, Husson et Sainte-Marie-du-Bois.

## Géographie
La commune est au sud-est de l'Avranchin historique, au sud du Mortainais, près de la limite administrative entre la Basse-Normandie, les Pays de la Loire et la Bretagne. Son bourg est à 14 km au sud de Mortain, à 16 km au nord de Gorron, à 18 km à l'est de Saint-Hilaire-du-Harcouët et à 19 km à l'ouest de Domfront.
Le territoire est situé sur la ligne de partage des eaux de la mer de la Manche et de l'océan Atlantique. Sur le versant nord les ruisseaux et rivières vont se jeter dans la Sélune alors que ceux sur versant sud, vont rejoindre le ruisseau de la Morette, affluent de la Mayenne pour finir dans la Loire. L'étang de Morette est sur la limite avec Mantilly, commune du département de l'Orne. Morette vient du nom hébreu Mareth.

### Transport

#### Transport ferroviaire

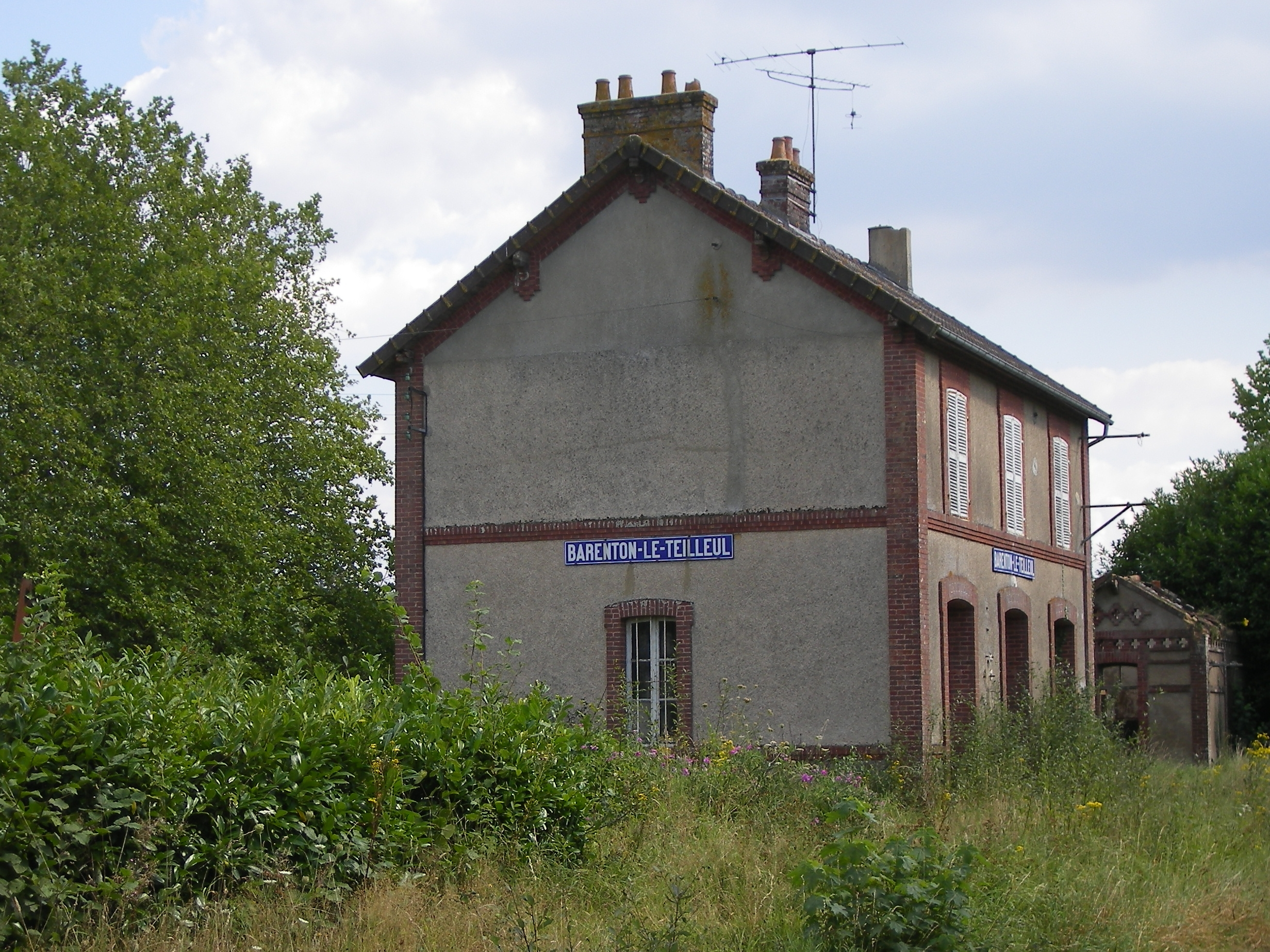
Gare de Barenton - Le Teilleul.

Le Teilleul avait, en commun avec Barenton, une gare ferroviaire, dénommée Barenton - Le Teilleul, située sur la ligne Domfront - Avranches.

#### Axes routiers

Réseau routier.

Le bourg se trouve au croisement de la D 976 (ancienne route nationale 176) et de la D 32 qui mène de Gorron à Mortain (route construite au XIe siècle).

#### Transport inter-urbain
Le bourg est desservi par le transport en commun départemental par bus (Manéo) via les lignes 119 (Le Teilleul - Saint-Hilaire-du-Harcouët - Avranches) et 305 (Le Teilleul - Saint-Hilaire-du-Harcouët - Avranches - Coutances, ligne scolaire).

### Communes limitrophes
| Mortain-Bocage                  | Mortain-Bocage                                         | Barenton                               |
| Mortain-Bocage, Buais-les-Monts | du Teilleul                                            | Saint-Cyr-du-Bailleul, Mantilly (Orne) |
| Buais-les-Monts                 | Désertines (Mayenne), Fougerolles-du-Plessis (Mayenne) | Mantilly (Orne)                        |

### Hydrographie
La commune est traversée par la ligne de partage des eaux entre les bassins hydrographiques Seine-Normandie et Loire-Bretagne. Elle est drainée par divers autres petits cours d'eau,.

#### Bassin versant de la Sélune
La Sélune, d'une longueur de 85 km, prend sa source dans la commune de Saint-Cyr-du-Bailleul et se jette  dans la Sée en limite de Courtils et de Vains, après avoir traversé 15 communes. 
- Ruisseau des Gués, prenant sa source au lieu-dit la Gasneraie, devenant ruisseau du Marignon, au passage de la D 184, limite avec la commune de Sainte-Marie-du-Bois, pour y entrer ensuite.
- Ruisseau du Moulin de Pontorsier, prenant sa source au lieu-dit la Palière, devenant rivière dite du Moulin de Chevrier au lieu-dit la Chaloisière, limite avec la commune de Husson, pour y entrer ensuite.
- Ruisseau du Gués des Ferrières prenant sa source au lieu-dit la Fouquerie, limite avec la commune de Notre-Dame-du-Touchet, pour y entrer ensuite.
- Le ruisseau de Mesnelle, devenant ruisseau du Gués des Ferrières à la Fouquerie, limite avec la commune de Notre-Dame-du-Touchet, d'une longueur de 10 km, prend sa source dans la commune de Buais-Les-Monts et se jette  dans la Sélune à Mortain-Bocage, après avoir traversé trois communes[6].
- Rivière de la Francière, prenant sa source au lieu-dit la Tressinière, limite avec la commune de Saint-Cyr-du-Bailleul, pour y rentrer.
- Ruisseau de la Roussarière, prenant sa source au lieu-dit la Roussardière, limite avec la commune de Sainte-Marie-du-Bois pour y entrer ensuite.

#### Bassin versant de la Loire
- Ruisseau de Longuèves, prenant sa source au lieu-dit la Gortière, limite communale avec Heussé, pour y entrer ensuite.
- Ruisseau de Morette, prenant sa source au lieu-dit la Boulangerie, formant durant son passage l'étang de Morette, limite avec la commune de Mantilly, se jetant dans le ruisseau de Longuèves au lieu-dit Nantrais.
- Ruisseau dite de la Menillière, prenant sa source au lieu-dit Beauchamps, limite avec la commune de Saint-Cyr-du-Bailleul, pour ensuite entrer dans la commune de Saint-Mars-d'Égrenne.

La Couesnon, d'une longueur de 50 km, prend sa source dans la commune de Fougerolles-du-Plessis et se jette  dans la Mayenne à Saint-Loup-du-Gast, après avoir traversé 16 communes. 
Le Pont Barrabé, d'une longueur de 12 km, prend sa source dans la commune  et se jette  dans l'Égrenne à Saint-Mars-d'Égrenne, après avoir traversé cinq communes. 

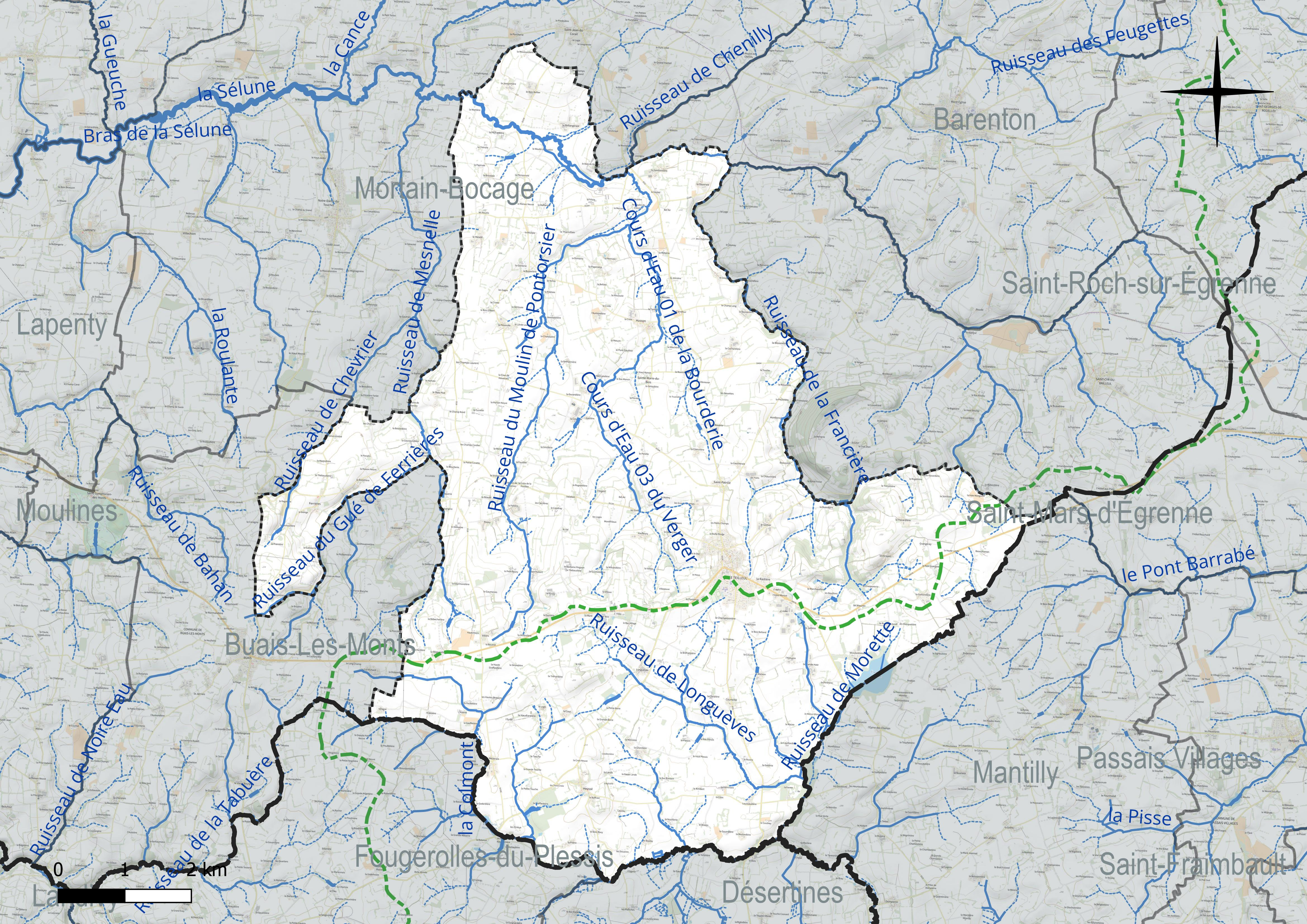
Réseau hydrographique du Teilleul.

Deux plans d'eau complètent le réseau hydrographique : l'étang de la Hautonnière, d'une superficie totale de 2,2 ha (1,3 ha sur la commune) et l'étang de Morette, d'une superficie totale de 22,8 ha (11,3 ha sur la commune),.

### Climat
Pour des articles plus généraux, voir Climat de la Normandie et Climat de la Manche.
En 2010, le climat de la commune est de type climat océanique franc, selon une étude du CNRS s'appuyant sur une série de données couvrant la période 1971-2000. En 2020, Météo-France publie une typologie des climats de la France métropolitaine dans laquelle la commune est exposée à un climat océanique et est dans une zone de transition entre les régions climatiques « Normandie (Cotentin, Orne) » et « Bretagne orientale et méridionale, Pays nantais, Vendée ». Parallèlement le GIEC normand, un groupe régional d’experts sur le climat, différencie quant à lui, dans une étude de 2020, trois grands types de climats pour la région Normandie, nuancés à une échelle plus fine par les facteurs géographiques locaux. La commune est, selon ce zonage, exposée à un « climat contrasté des collines », correspondant au Bocage normand, bien arrosé, voire très arrosé sur les reliefs les plus exposés au flux d’ouest, et frais en raison de l’altitude.
Pour la période 1971-2000, la température annuelle moyenne est de 10,4 °C, avec une amplitude thermique annuelle de 13,3 °C. Le cumul annuel moyen de précipitations est de 971 mm, avec 14,1 jours de précipitations en janvier et 8,6 jours en juillet. Pour la période 1991-2020, la température moyenne annuelle observée sur la station météorologique la plus proche, située sur la commune de Saint-Fraimbault à 14 km à vol d'oiseau, est de 11,2 °C et le cumul annuel moyen de précipitations est de 850,1 mm,. Pour l'avenir, les paramètres climatiques de la commune estimés pour 2050 selon différents scénarios d’émission de gaz à effet de serre sont consultables sur un site dédié publié par Météo-France en novembre 2022.

## Urbanisme

### Typologie
Au 1er janvier 2024, Le Teilleul est catégorisée commune rurale à habitat très dispersé, selon la nouvelle grille communale de densité à sept niveaux définie par l'Insee en 2022.
Elle est située hors unité urbaine et hors attraction des villes,.

## Toponymie
Le nom de la localité est attesté sous les formes Telliol en 1082, de Telliolo en 1158.
Forme ancienne Telliolum.
Issu du latin tilia, le tilleul était désigné en ancien français til ou teil. Le toponyme semble formé à partir de ce dernier terme.

## Histoire
L'histoire de la commune est celle des anciennes communes dont elle est issue.

## Politique et administration

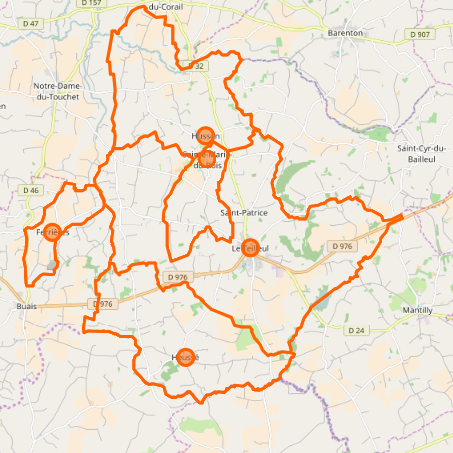
La commune nouvelle et ses communes déléguées.

Une commune nouvelle a été créée en 2015, réunissant les communes du Teilleul, de Sainte-Marie-du-Bois, de Ferrières, d'Heussé et d'Husson,
| Nom                                    | Code Insee | Intercommunalité                     | Superficie (km2) | Population (dernière pop. légale) | Densité (hab./km2) |
| -------------------------------------- | ---------- | ------------------------------------ | ---------------- | --------------------------------- | ------------------ |
| Le Teilleul (commune déléguée) (siège) | 50P31      | Communauté de communes du Mortainais | 30,45            | 1 208 (2021)                      | 40                 |
| Ferrières                              | 50179      | CC du Mortainais                     | 3,51             | 47 (2021)                         | 13                 |
| Heussé                                 | 50245      | CC du Mortainais                     | 14,57            | 189 (2021)                        | 13                 |
| Husson                                 | 50254      | CC du Mortainais                     | 13,59            | 176 (2021)                        | 13                 |
| Sainte-Marie-du-Bois                   | 50508      | CC du Mortainais                     | 4,77             | 57 (2021)                         | 12                 |

| Période                                  | Période  | Identité         | Étiquette | Qualité             |
| ---------------------------------------- | -------- | ---------------- | --------- | ------------------- |
| janvier 2016                             | En cours | Véronique Künkel |           | Directrice générale |
| Les données manquantes sont à compléter. |          |                  |           |                     |

### Jumelages
Le Teilleul est jumelée avec :
- Saint-Jean (Jersey).

## Population et société

### Démographie
L'évolution du nombre d'habitants est connue à travers les recensements de la population effectués dans la commune depuis sa création.
En 2022, la commune comptait 1 692 habitants, en évolution de −1,34 % par rapport à 2016 (Manche : −0,31 %, France hors Mayotte : +2,11 %).
| 2014  | 2015  | 2016  | 2017  | 2022  |
| ----- | ----- | ----- | ----- | ----- |
| 1 777 | 1 746 | 1 715 | 1 683 | 1 692 |

### Enseignement

#### Écoles
- École publique Antoine-de-Saint-Exupéry.
- École privée mixte Saint-Patrice fermée depuis juin 1993.

#### Collège
- Juin 2010 : fermeture du collège public Pierre-Mottier.

### Festivités et manifestations
- Foire de la Saint-Georges, fête annuelle de la commune, un titre de 1609 la mentionne.
- Tous les jeudis matin : marché, place du Champ-de-Foire. Ce marché est mis en place à la suite d'une demande des habitants en 1573[28].
- Tous les premiers samedis de mois pendant la période estivale : marché des produits locaux et artisanaux.

## Économie
Les grandes entreprises situées sur la commune :
ZA la Pommeraie
- Jacky Leduc : fabrication et fumage d'andouille de Vire (avec appellation AOC),
- Kunkel : fabrication de palettes en bois,
- MBS : fabrication de meubles d'agencement.

Lieu-dit la Pierre Blanche
- Mongodin : entreprise travaux publics.

Lieu-dit le Bois Badon
- Pépinières Lecomte

Route de Saint-Hilaire
- Blanchard : vente et réparation matériel agricole,
- D2N : commerce de gros de céréales, de semences et d'aliments pour le bétail.

## Culture locale et patrimoine

### Lieux et monuments
Les lieux et monuments de la commune sont ceux des anciennes communes dont elle est issue.

### Personnalités liées à la commune

#### Seigneurs et barons
- Unfrid le Danois, seigneur du Teilleul[29], déjà baron d'Hiesmese devint baron du Teilleul, il fit construire le château du Teilleul et fit entourer la ville de murs.
- Onfroy du Teilleul[30] ; Adelise de Grentemesnil, sa femme.
- Robert du Teilleul, fils de Onfroy et Adelise, baron du Teilleul.
- Robert du Teilleul, fils de Robert du Teilleul.
- Robin et Alexandre du Teilleul (1198), fils de Robert du Teilleul.
- Gilles de vaufleury, seigneur d'Ossé au Teilleul.
- Othon du Teilleul.
- Jean Juhé (XVe siècle).
- Jéhan du Teilleul (1365).
- Jacques Cochards (1577-1600) (de gueules à trois fasces d'argent), sieur de la Cochardière, fut maître des Eaux et Forêts à Mortain.

#### Autres
- Guillaume Morel, (1505-1564) imprimeur et érudit.
- Jean Morel (1541-1559), frère du précédent, martyr protestant.
- Fédéric Morel (1558-1639), fils de Guillaume, imprimeur du roi.
- Jean Le Bigot (1549- ????), écrivain.
- Émile Malon (1888-1940), député de la Manche.
- Émile Bizet (1920-1983), homme politique, député de la Manche de 1962 à 1983.
- Jean Bizet (1947-), homme politique. Sénateur de la Manche depuis 1996, maire du Teilleul de 1983 à 2014.

### Héraldique
| Armes du Teilleul | Les armes de la commune du Teilleul se blasonnent ainsi : D'azur à trois fers à cheval d'argent, posés 2 et 1. |

## Sources et références